# Ультраизм
Ультраизм (исп. ultraismo, исходное значение слова — «крайность во взглядах, мнениях, убеждениях»; от лат. ultra — «находящийся по ту сторону») — литературное направление, имевшее распространение прежде всего в испаноязычной поэзии Испании и латиноамериканских стран.
Основным требованием ультраизма к поэтике была метафора как средство создания «концентрированного поэтического образа». Ультраисты считали метафору самодовлеющей художественной ценностью.

## История направления
Ультраизм возник после Первой мировой войны. В декабре 1918 года испанским критиком Рафаэлем Кансиносом-Ассенсом (1882—1964) был провозглашён девиз ультраизма — ultra (то есть «вне», «сверх», «за пределами»). Одним из вождей ультраизма на начальном этапе стал испанский поэт и критик Гильермо де Торре (1900—1971).
Ультраизм провозгласил необходимость создания такой поэзии, которая соответствует динамизму XX века. Формальными признаками ультраизма стали отказ от рифмы и классической метрики, а также образность, строящаяся в большей степени не на объективных, а на субъективных ассоциациях.
Из испанских поэтов к ультраизму примыкали Педро Салинас (1891—1951), Хорхе Гильен (1893—1984), Антонио Эспина (1894—1972), Сезар Арконада (1898—1964). В Латинской Америке основным проводником идей ультраизма стал Хорхе Луис Борхес (1899—1986). Среди других латиноамериканских литераторов к ультраизму примыкали Рикардо Молинари (1898—1996), Рауль Гонсалес Туньон (1905—1974).